# Чемпіонат НДР з хокею 1971—1972
Чемпіонат НДР з хокею 1972 — чемпіонат НДР, чемпіоном став клуб «Динамо» (Вайсвассер) 19-й титул.

## Таблиця
| М  | Команда               | І | Пер | Н | Пор | Ш     | О  |
| -- | --------------------- | - | --- | - | --- | ----- | -- |
| 1. | «Динамо» (Вайсвассер) | 8 | 5   | 1 | 2   | 35:24 | 11 |
| 2. | СК «Динамо» (Берлін)  | 8 | 2   | 1 | 5   | 24:35 | 5  |

Скорочення: М = підсумкове місце, І = ігри, Пер = перемоги, Н = нічиї, Пор = поразки, Ш = закинуті та пропущені шайби, О = набрані очки

## Матчі
- «Динамо» (Вайсвассер) — СК «Динамо» (Берлін) 4:5
- СК «Динамо» (Берлін) — «Динамо» (Вайсвассер) 3:4
- «Динамо» (Вайсвассер) — СК «Динамо» (Берлін) 4:2
- «Динамо» (Вайсвассер) — СК «Динамо» (Берлін) 5:0
- СК «Динамо» (Берлін) — «Динамо» (Вайсвассер) 6:4
- СК «Динамо» (Берлін) — «Динамо» (Вайсвассер) 2:4
- «Динамо» (Вайсвассер) — СК «Динамо» (Берлін) 5:1
- СК «Динамо» (Берлін) — «Динамо» (Вайсвассер) 5:5